# ضريح العلامة دواني
ضريح العلامة دواني (بالفارسية: آرامگاه علامه دوانی) ضريح تاريخي يعود إلى الدولة التيمورية، ويقع في كازرون. هذا المبنى هو قبر جلال الدين الدواني.